# 퓨처 플로우
퓨쳐 플로우(Future Flow)는 조PD가 과거에 설립했던 레이블이다. 처음 설립 당시의 이름은 스타덤(Stardom)이었다. 조PD 4집을 시작으로 본격적인 활동을 추진했으나, 앨범의 부진과 내부 갈등으로 인하여 2002년 말 와해되었다. 최근 Brand New Stardom이 Stardom Entertainment으로 상호를 변경하면서 전통을 계승하고 있다.

## 역사
조PD는 1998년 데뷔를 하면서 자신의 앨범을 유통시키기 위해 자체적으로 "Stardom Music"이라는 소규모 레이블을 설립하였다. Stardom은 조PD가 대중적인 인기와 관심을 모으면서 크게 성장하였고, 싸이, 이정현의 초반 앨범 등을 프로듀싱해주기도 하였다. 또, 조PD를 디스한 DJ Uzi가 영입되면서 화제를 모으기도 하였다.
2001년 조PD는 자신의 세 번째 앨범을 낸 후, Stardom의 매니지먼트와 유통 관련 분야를 강화시키고 이름을 "Future Flow"로 변경하였다. 그리고 자신의 4집을 시작으로, 소속 아티스트들의 활동을 본격적으로 시작하였는데, 그 결과 DNS와 Ra.D가 데뷔하고 DJ Uzi의 앨범이 제작 단계에 들어갔다. 또한 댄스 그룹인 데자부나 뉴 잭 스윙 그룹인 Urbano의 앨범 프로듀싱에 참여하여 활동에 주기도 하였다. 그러나 조PD의 4집과는 달리 나머지 뮤지션들의 결과는 그리 좋지 않았다. 이는 곧 투자자와 Future Flow 간의 갈등을 불러왔고 Future Flow는 흔들리기 시작했다.
또, Digital Masta와 조PD 간의 불화가 불거졌는데, 이는 DM은 조PD가 자신을 충분히 홍보하지 못하고 있다고 주장하는 반면, 조PD는 DM이 게으름을 피우는 것이라면서 충돌이 일어난 것이었다. 이로 인해 얼마 지나지 않아 DM은 Future Flow를 탈퇴하였고, 곧이어 조PD가 Future Flow CEO직을 내놓으면서 Future Flow는 존립이 불투명해졌다. 이로 인해 DJ Uzi나 현상의 앨범이 무산되어 팬들에게 큰 아쉬움을 남겼다. 2013년 인터뷰에서 조PD는 이 과정에 대해 "이거 아니면 더 작업을 많이 할 수 있겠다 싶은 부분을 다 채워줬다" "바로 음악만 할 수 있으라고 해준 건데, 그런 단계가 없으면 하고자 하는 욕구도 안 생긴다는 걸 알게 됐다. 그래서 다시 음악을 만들러 작업실로 돌아가게 되었다"라고 밝혔다.
조PD는 CEO직을 정원관에게 넘겼으며, 이에 따라 Future Flow는 라임 엔터테인먼트라는 이름의 대중기획사로 바뀌었으나 곧 폐업하였고, 공백기 이후 컴백한 조PD가 라이머와 "브랜뉴 스타덤"을 설립하면서 계승되었다. 이후 라이머가 브랜뉴 뮤직을 창립하면서 브랜뉴 스타덤은 조PD의 단독 운영 레이블이 되었으며, 2012년 상호를 Stardom Entertainment으로 바꿔 새로운 "스타덤"으로써 활동하고 있다.

## 디스코그래피
- 1999년 1월 조PD - In Stardom
- 1999년 8월 24일 조PD - In Stardom 2.0
- 2000년 6월 28일 조PD - 2000 조PD LIVE
- 2000년 12월 28일 조PD - Chopd.net / Best in East
- 2001년 12월 20일 조PD - Stardom in Future Flow
- 2002년 6월 28일 DNS - Take Two
- 2002년 9월 9일 Ra.D - My Name Is Ra.D
- 2002년 11월 Various Artists - Future Flow & Karl Kani Presents: 2K2F Compilation No.1

## 멤버
거쳐간 모든 멤버를 나열하였다.
- 조PD
- Ray Jay
- Psy
- DNS - Digital Masta, 실력
- RA.D
- DJ Uzi
- Deze
- 현상
- C-Luv
- Dok2